# 小行星7483
小行星7483（英語：7483 Sekitakakazu）是一颗围绕太阳公转的小行星。1994年11月1日，圓舘金、渡邊和郎在北见发现了此天体。
这颗小行星的绝对星等为12.6等。